# Hydrolaetare
Genre
Hydrolaetare est un genre d'amphibiens de la famille des Leptodactylidae. 

## Répartition
Les 3 espèces de ce genre se rencontrent en Bolivie, en Colombie, au Pérou, au Brésil et en Guyane.

## Liste des espèces
Selon Amphibian Species of the World (10 juin 2017) :
- Hydrolaetare caparu Jansen, Gonzales-Álvarez & Köhler, 2007
- Hydrolaetare dantasi (Bokermann, 1959)
- Hydrolaetare schmidti (Cochran & Goin, 1959)

## Publication originale
- Gallardo, 1963 : Hydrolaetare, nuevo genero de Leptodactylidae (Amphibia) Neotropical. Neotropica, vol. 9, p. 42–48.